# フェイシズ・エトノフェスティヴァル
フェイシズ・エトノフェスティヴァルは、フィンランド南西部のビッルネス(Billnäs)という小村で毎年7月に2日間開催される、音楽や演劇など様々な文化的催しを主体としたフェスティヴァルである。
フィンランド・フェスティヴァルズに登録されている。
1998年創設。